# Gli originali
Gli originali è un cofanetto della cantante italiana Mina pubblicato il 9 dicembre 2014 dall'etichetta PDU, pubblicato anche in versione deluxe una settimana dopo.

## Cofanetto
Il box set, pubblicato in edizione limitata, raccoglie gli undici album pubblicati dalla cantante tra il 2002 e 2012, da Veleno a 12 (American Song Book), tutti rimasterizzati e rieditati, in versione digipack.

## Edizioni
"Gli originali" è stato pubblicato in tre versioni:
- Standard: contiene 11 dischi.[4]
- Deluxe: contiene 13 dischi ed è stato pubblicato il 15 dicembre.[5]
- Digitale: una raccolta di 50 canzoni tratte dai 13 dischi della versione Deluxe. Contiene anche l'inedito "Itaca".[6]

## Contenuto
Il cofanetto contiene i seguenti album:
1. Veleno
2. Napoli secondo estratto
3. Bula Bula
4. L'allieva
5. Bau
6. Todavía
7. Sulla tua bocca lo dirò
8. Facile
9. Caramella
10. Piccolino
11. 12 (American Song Book)

Deluxe edition
1. Christmas Song Book
2. Selfie